# Oliver Sacks
Pour les articles homonymes, voir Sacks.
Oliver Wolf Sacks né le 9 juillet 1933 à Willesden à Londres et mort le 30 août 2015 à Greenwich Village, est un médecin, neurologue et écrivain britannique.
Professeur à l'université Columbia et médecin consultant dans de nombreux hôpitaux new-yorkais, il a écrit plusieurs ouvrages sur différents cas cliniques qu'il a rencontrés au cours de sa carrière. Il atteint une notoriété mondiale grâce à ses œuvres de vulgarisation décrivant les troubles du comportement observés dans les lésions cérébrales. Par ses récits composés d'une suite d'anecdotes qu'il rapporte et analyse, il rend ainsi accessibles ses conclusions auprès d'un grand public non spécialisé.
Son livre l'Éveil (Awakenings), qui a remporté le prix Hawthornden en 1974, a donné lieu à un film de Penny Marshall en 1990, l'Éveil, avec Robin Williams et Robert De Niro.

## Jeunesse et éducation
Oliver Sacks, né au nord de Londres, est le plus jeune enfant de Samuel Sacks, médecin, et de Muriel Elsie Landau, l'une des premières femmes exerçant le métier de chirurgien en Angleterre. La famille de Sacks était très étendue, et on retrouve parmi ses cousins germains l'homme d'État israélien Abba Eban, l'acteur et réalisateur Jonathan Lynn, ou encore l'économiste Robert Aumann. Deux de ses frères aînés, David et Marcus, sont devenus par la suite médecins généralistes.
Alors qu'il a six ans, son frère Michael et lui sont évacués de Londres afin d'échapper au Blitz : il est alors placé dans un pensionnat des Midlands, dans lequel il demeura jusqu'en 1943. Il suit des cours à l'école St Paul à Londres. Il se passionne dans sa jeunesse pour la chimie, ainsi qu'il le raconte dans son autobiographie Oncle Tungstène, pour la moto et l'haltérophilie. Grâce à ses parents il est attiré par la médecine, et intègre The Queen's College de l'université d'Oxford en 1951, dans laquelle il reçoit en 1954 un baccalauréat en arts (équivalent actuel d'une licence) en physiologie et biologie. Toujours dans la même université, il passe un master en arts et reçoit les diplômes de Bachelors of Medicine and Surgery, l'autorisant ainsi à pratiquer la médecine. Des difficultés affectives, dues au refus de sa mère d'accepter son homosexualité, le font sombrer quelque temps dans une addiction aux amphétamines, à la suite de laquelle il entame une psychanalyse avec Leonard Shengold qu'il consultera pendant une cinquantaine d'années et auquel il dédiera en 1985 son recueil L'Homme qui prenait sa femme pour un chapeau. Il évoquera en 2012 ce moment douloureux de sa jeunesse dans Hallucinations - L'odeur du si bémol : L'univers des hallucinations.

## Vie professionnelle
Après avoir réalisé l'équivalence de ses Bachelors of Medicine and Surgery avec un doctorat en médecine américain, Sacks part vivre à New York, où il exerce la profession de neurologue depuis 1965.
Sacks est nommé, en 1966, médecin consultant à l'hôpital Beth Abraham, établissement destiné aux soins des maladies chroniques. Il travaille dans cet hôpital avec un groupe de survivants à l'épidémie d'encéphalite léthargique des années 1920, personnes incapables de bouger par leurs propres moyens depuis des décennies. L'étude de ces patients, et le traitement qu'il leur donne, donnera la matière de son livre L'Éveil (Awakenings).
Sacks a également été instructeur, puis professeur en neurologie au collège de médecine Albert-Einstein de 1996 à 2007, et il a aussi été affecté à la University Medical School de New York de 1999 à 2007. En juillet 2007, Sacks rejoint la faculté de l'université Columbia, en tant que professeur de neurologie et de psychiatrie.
Depuis 1966, Sacks a travaillé comme neurologue consultant dans diverses maisons de soins à New York, sous la direction des Petites Sœurs des pauvres ; il consulta également au Bronx State Hospital de 1966 à 1991.
Les travaux de Sacks à l'hôpital Beth Abraham ont contribué au développement de l'Institute for Music and Neurologic Function. En 2000, cet institut a honoré le travail de Sacks en lui attribuant le premier Music Has Power Award. L'institut a en 2006 remis à nouveau un Music Has Power Award à Sacks, afin de commémorer « ses 40 années de service à Beth Abraham, et d'honorer sa remarquable contribution à la musicothérapie, et aux effets de la musique sur le cerveau humain ».
Sacks, consultant pour les Petites Sœurs des pauvres, a possédé un cabinet à New York, et travaillé également à la Fondation de Recherche en Neurosciences, ainsi qu'au jardin botanique de New York.

## Travail littéraire
Depuis 1970, Oliver Sacks écrit plusieurs livres sur son expérience avec ses patients. Ses livres sont actuellement traduits dans 25 langues. En outre Sacks a collaboré régulièrement aux magazines The New Yorker et The New York Review of Books, ainsi qu'à d'autres publications médicales, scientifiques ou généralistes,,. Il a reçu en 2001 le prix Lewis Thomas, qui récompense les écrivains scientifiques.
Les travaux de Sacks ont été présentés dans un « plus large éventail de médias qu'aucun autre auteur médical contemporain » et en 1990, le New York Times affirme « [qu']il est devenu une sorte de poète lauréat de la médecine contemporaine. » Sa description de personnes qui sont contraintes de s'adapter à leurs conditions et maladies neurologiques, éclaire souvent sur les moyens par lesquels un cerveau normal réagit à la perception, sur la mémoire et sur l'individualité.
Sacks considère que son style littéraire dépasse les traditionnelles anecdotes médicales du XIXe siècle, car il construit, autour des différentes situations dont il traite, une narration détaillant l'histoire. On retrouve ainsi, parmi ses sources d'inspiration, les cas d'étude du neurologue et psychologue russe Alexandre Louria.
Sacks décrit ses « affaires » avec une profusion de détails narratifs, se concentrant sur ce que ressent le patient (dans son livre Sur une jambe, il est d'ailleurs lui-même le patient décrivant sa propre expérience). Bien que ces maladies neurologiques décrites soient dans la plupart des cas incurables, ces livres nous montrent des patients capables de s'adapter à leurs conditions. Son livre le plus célèbre, L'Éveil, adapté au cinéma en 1990 dans le film du même nom, décrit le cas de patients atteints de séquelles d'encéphalite léthargique, sur lesquels il teste un nouveau médicament, la L-DOPA. L'Éveil fut également traité dans la série de documentaires réalisés en 1974 pour la télévision britannique, Discovery.  Enfin, L'éveil a aussi inspiré au dramaturge britannique Harold Pinter un drame en un acte intitulé Une sorte d'Alaska.
En ce qui concerne ses autres livres, plusieurs s'intéressent à des patients atteints de la maladie de Gilles de la Tourette ou de la maladie de Parkinson. Son essai L'Homme qui prenait sa femme pour un chapeau, publié dans le livre homonyme, traite le cas d'un homme atteint d'agnosie visuelle liée à une atrophie corticale postérieure, et inspire en 1986 un opéra à Michael Nyman. Son essai Un anthropologue sur Mars, récompensé par un prix George-Polk comme meilleur reportage dans un magazine, décrit le cas exemplaire du professeur Temple Grandin, une autiste de haut niveau. Des yeux pour entendre : voyage au pays des sourds (Seeing Voices), un livre publié en 1989, couvre une large palette de problèmes liés à la surdité.
Dans L'Île en noir et blanc, Sacks présente l'île de Pingelap, où la population présente un taux anormalement élevé d'achromatopsie. Cette maladie génétique, dont les principaux symptômes sont une absence totale de vision des couleurs, une forte photophobie et une acuité visuelle très réduite, touche entre 8 et 10 % de sa population, contre 1/33 000e en Occident. Dans la seconde partie du livre, il décrit le peuple Chamorro de l'île de Guam, qui souffre d'un taux anormalement élevé de la maladie neurodégénérative connue sous le nom de Lytico-bodig (une combinaison de sclérose latérale amyotrophique (SLA), du syndrome de Parkinson et de démence). En collaboration avec le botaniste Paul Cox, Sacks publie un article suggérant de possibles causes environnementales à la maladie, notamment la toxine β-N-Méthylamino-L-alanine (BMAA) contenue dans les noix de cycadophyta, qui s'accumule par biomagnification chez des animaux tels que la roussette,.
Dans Musicophilia publié en 2008, Sacks décrit le cas de Tony Cicoria, un chirurgien de 42 ans non musicien, qui, lorsqu'il se retrouve frappé par la foudre, développe une passion pour le piano. Oliver Sacks s'interroge sur les aspects biologiques des compétences musicales.
Une partie de la communauté médicale critique Oliver Sacks, notamment dans les années 1970 et 1980, sur le fait que son travail à propos de L'Éveil ne suit pas un modèle quantitatif avec des tests en double aveugle.
Le chercheur Makoto Yamaguchi a remis en question la description qu'il donne des capacités des autistes savants. Cette critique est partagée par Daniel Tammet[réf. souhaitée]. Quant à Arthur K. Shapiro, décrit comme « le père de la recherche moderne sur les tics », il dit ironiquement d'Oliver Sacks qu'il a « bien plus de talent pour l'écriture que pour la médecine. » Howard Kushner, auteur de A Cursing Brain?: The Histories of Tourette Syndrom, commente cette critique en disant que Shapiro « met en contraste son travail clinique rigoureux avec l'approche idiosyncratique de l'investigation clinique, fondée sur des anecdotes, de Sacks. »
Son positionnement éthique et politique a régulièrement été la cible d'attaques. Si Sacks est décrit par beaucoup comme un écrivain et médecin doué d'une « grande compassion », d'autres n'hésitent pas à le suspecter de tirer parti de ses patients : Tom Shakespeare, un chercheur britannique et défenseur des droits des handicapés, l'a surnommé « l'homme qui prenait ses patients pour une carrière littéraire. » Cette critique trouve un écho dans le personnage caricatural joué par Bill Murray dans La Famille Tenenbaum. Sacks lui-même a déclaré : « Je souhaite que ceux qui me lisent voient le respect et la considération (que je porte à mes patients, NdT), et non pas un quelconque désir de faire de l'exhibitionnisme ou du sensationnalisme, (soupir) mais c'est une affaire délicate. »
En 2015 il se présente comme « racontant beaucoup d'histoires, certaines drôles, certaines tragiques, certaines vraies, certaines fausses. »

## Mort
Le 19 février 2015, Oliver Sacks annonce dans le New York Times être atteint de métastases hépatiques secondaires à un mélanome oculaire soigné dix ans auparavant,.
Il meurt le 30 août 2015 dans sa propriété de Greenwich Village à New York des suites de ce cancer,.

## Livres
- Migraine (1970)
- L'Éveil (Awakenings) (1973)
- Sur une jambe (1984) (dans lequel il relate son expérience personnelle après la perte de contrôle d'une de ses jambes à la suite d'un accident)
- L'Homme qui prenait sa femme pour un chapeau (1985)
- Des yeux pour entendre : voyage au pays des sourds (1989)
- Un anthropologue sur Mars (1995)
- L'Île en noir et blanc (1997)
- Oncle Tungstène (2001)
- Oaxaca Journal (2002)
- Musicophilia (2008)
- The Mind's Eye (2010) - L’Œil de l'esprit, Le Seuil, 2012
- Hallucinations (2012) - L'odeur du si bémol : l'univers des hallucinations, Le Seuil, 2014.
- En mouvement. Une vie (On The Move - A Life - Broché), Le Seuil, 2015
- Le Fleuve de la conscience (The River of Consciousness - Broché), Le Seuil, 2018 (préfacé par Jean-Claude Ameisen) (livre posthume)